# Jacques Bouchart
Pour les articles homonymes, voir Bouchart.
Jacques Bouchart est un noble breton, né au manoir familial de Kerbouchard à Batz-sur-Mer.

## Biographie
Jacques Bouchart est capitaine particulier des Francs-Archers et secrétaire du duc Arthur III de Bretagne en 1458.
Il est emprisonné un temps à la mort d'Arthur en 1458, pour soutien à Catherine de Bretagne, sœur de François II de Bretagne. Il retrouve rapidement ses fonctions de secrétaire au service du nouveau duc François II de Bretagne.
Jacques Bouchart est greffier du parlement. Il fut le député de Rennes aux États de Redon en 1482.
En 1485, il collabore avec son frère Alain Bouchart à l'édition de La Très ancienne coutume de Bretagne.
En 1483, à la suite de la mort de Louis XI, le duc de Bretagne envoie une ambassade en Espagne pour renouveler des traités d'alliance et de commerce. Jacques Bouchart fait partie de l'ambassade comme greffier du Parlement.
Il est connu pour sa réponse aux hérauts de La Trémoille venu assiéger Rennes après la bataille de Saint-Aubin-du-Cormier, en 1488 dont voici la fin : « Seigneurs heraulx, il y a en ceste ville de
Rennes quarante mil hommes dont les vingt mil sont de telle
résistance que moyennant la grâce de Dieu en qui gist nostre
confidence, si le seigneur de la Trimouille et son armée
viennent assiéger ceste ville, ils y seroient si bien servis que
autant y gaigneront ilz que devant Nantes ilz ont fait. Et pour
ce retournez au seigneur de la Trimouille et luy faictes le
raport de ceste repponse ».